# Tribunal de Contas do Estado de Santa Catarina
O Tribunal de Contas do Estado de Santa Catarina fiscaliza o uso de recursos públicos pelo estado e pelos municípios que o compõem. Seu objetivo é assegurar que os recursos públicos sejam bem aplicados e evitar irregularidades como fraudes, desvios, desperdício e atos de corrupção. 
Qualquer pessoa ou entidade que faça uso de bens públicos do estado tem que prestar contas ao Tribunal. O Tribunal analisa estas contas e determina se os administradores agiram com legalidade, economicidade e moralidade.
Junto ao Tribunal de Contas oficia o Ministério Público (Ministério Público de Contas)

## História
O Tribunal de Contas de Santa Catarina foi criado em 1955, no governo de Irineu Bornhausen. A proposta foi do governador anterior, Aderbal Ramos da Silva, mas demorou cinco anos para ser aprovada. Bornhausen então nomeou os sete primeiros conselheiros: João Bayer Filho, João José de Souza Cabral, Leopoldo Olavo Erig, Nelson Heitor Stoeterau, Nereu Correia de Sousa, Monsenhor Pascoal Gomes Librelotto e Vicente João Schneider, sendo João Bayer Filho o seu primeiro presidente.
Inicialmente o controle era feito somente sobre o Poder Executivo, o que correspondia a cerca de 30% do orçamento. A partir de 1970, o Tribunal começou a exercer o controle sobre os três poderes, prefeituras municipais, autarquias e fundações estaduais.
Nos anos 1980, assumiu também o controle sobre as sociedades de economia mista, as empresas públicas e as controladas, e logo em seguida as autarquias, fundações e empresas públicas municipais. Além disso passou a realizar a verificação física das obras públicas.
Já nos anos 1990, priorizou sua função pedagógica, orientando os administradores públicos municipais e estaduais sobre como manter a transparência e os princípios da constitucionalidade nas contas públicas.
Em 2002, iniciou as atividades do Coral Hélio Teixeira da Rosa, formado por 34 cantores, todos funcionários. Em 2005, o Tribunal de Contas de Santa Catarina completou 50 anos.

## Composição
O Tribunal de Contas é composto por sete Conselheiros e cinco Auditores, assessorados por um corpo técnico de cerca de 500 servidores. Sua estrutura de apoio é dividida em duas diretorias: a Diretoria Geral de Planejamento e Administração, responsável pelo funcionamento do órgão, e a Diretoria Geral de Controle Externo, responsável pela fiscalização e pelo acompanhamento dos gastos públicos.
De acordo com a Constituição Estadual, os Conselheiros são escolhidos da seguinte forma: três pelo Governador do Estado, com a aprovação da Assembléia Legislativa, sendo dois alternadamente dentre auditores e membros do Ministério Público junto ao Tribunal, e quatro pela Assembléia Legislativa. A escolha segue uma ordem: na primeira, segunda, quarta e quinta vagas, é de competência da Assembléia. Nas restantes, é de competência do Governador, sendo que na sexta e na sétima, deve cair entre um auditor e um membro do Ministério Público junto ao Tribunal (Ministério Público de Contas).
O Conselheiro tem mandato vitalício, com aposentadoria compulsória ao completar 70 anos de idade.
Os auditores são empossados e nomeados pelo Governador, após aprovação em concurso público de provas e títulos.

## Presidentes
Esta é a lista dos Presidentes do Tribunal de Contas de Santa Catarina:

## Atual Presidente
O Conselheiro Herneus João De Nadal é o atual presidente em exercício no TCE de Santa Catarina (biênio 2023/2025).

## Atuais Conselheiros
- Aderson Flores
- Adircélio de Moraes Ferreira Jr.
- Luiz Roberto Herbst
- José Nei Ascari
- Herneus João De Nadal
- Luiz Eduardo Cherem
- Wilson Wan-Dall